# Adolf Ellegard Jensen
Adolf Ellegard Jensen (1 de enero de 1899 - 20 de mayo de 1965) fue uno de los etnólogos alemanes más importantes de la primera mitad del siglo XX.
Los principales intereses de investigación de Jensen fueron el mito, el ritual y el culto. Profundizó la teoría de la Morfología Cultural fundada por Leo Frobenius. Jensen es conocido principalmente por su investigación sobre el sacrificio religioso que lo llevó a la introducción del concepto de Deidad Dema.
Su obra más conocida es "Mito y culto entre los pueblos primitivos", publicada en 1951.

## Biografía
Jensen estudió física en Kiel y en Bonn, concluyendo sus estudios con una tesis sobre Max Planck y Ernst Mach en 1922. Un año más tarde conoció a Leo Frobenius y se convirtió en su fiel discípulo. Como miembro del Instituto de Morfología Cultural fundado por Frobenius y conocido hoy como Instituto Frobenius, Jensen participó en viajes de investigación a Sudáfrica, Libia, el sur de Etiopía y la isla Seram en las Molucas. Se convirtió en etnólogo a tiempo completo después de publicar un documento sobre la circuncisión y la rito de ceremonias de paso. Ocupó un puesto docente en la Universidad de Frankfurt a partir de 1925.
Durante el Tercer Reich Jensen fue elegido para ser nombrado para dirigir el Instituto Frobenius, también conocido como Instituto de Morfología Cultural, así como el Museo de Etnología de Frankfurt (Museum für Völkerkunde) después de la muerte de Frobenius en 1938. Sin embargo, su nombramiento fracasó debido a la oposición de las autoridades nazis, que también retiraron su Venia legendi en la Universidad de Frankfurt, ya que Jensen no se había divorciado de su esposa judía. Finalmente, en 1945, después de la derrota de la Alemania nazi en la Segunda Guerra Mundial, Jensen fue nombrado Director del Instituto Frobenius, así como Director del Museo de Etnología de Frankfurt. Mantendría ambos puestos hasta su muerte.[Junto con su colega etnólogo Franz Termer, Jensen restableció la Asociación Antropológica Alemana (Deutsche Gesellschaft für Völkerkunde) que dirigió entre 1947 y 1954. Esta organización tuvo que establecerse de nuevo durante la reconstrucción de posguerra de Alemania Occidental.
Junto con el propio Frobenius, Jensen es uno de los representantes más importantes del punto de vista de la morfología cultural. En el centro de su trabajo teórico estaban los conceptos de "emoción" (Ergriffenheit), "expresión" (Ausdruck) y "aplicación" (Anwendung), que trató de identificar en las manifestaciones religiosas de los grupos de pueblos indígenas. Su crítica estaba dirigida principalmente contra el evolucionismo cultural, así como algunas otras teorías en etnología y antropología. Argumentó en contra de aquellos eruditos que sostenían que hay una "mentalidad primitiva" distinta de los métodos modernos de pensamiento.
Jensen es famoso por haber introducido el concepto de "Deidad Dema", un término que tomó del lenguaje del pueblo Marind-anim de Nueva Guinea, en etnología. Según Jensen, la creencia en una deidad Dema es típica de las culturas basadas en el cultivo básico de plantas en oposición a las culturas de cazadores-recolectores, así como de culturas agrícolas complejas como las basadas en el cultivo de granos. Jensen identifica la veneración de las deidades de los Dema en el contexto de muchas culturas diferentes en todo el mundo. Él asume que se remonta a la revolución neolítica en la historia temprana de la humanidad. Una de las principales características de las deidades de los Dema es que son asesinadas por los hombres de su comunidad y cortadas hasta los pedazos que están esparcidos o enterrados: de sus cuerpos desmembrados crecen los productos agrícolas básicos.[Jensen desarrolló este concepto a través de la leyenda Hainuwele, un mito de origen importante del folclore del pueblo Wemale en Seram que él mismo registró.[Este mito fue registrado por Jensen junto con muchos otros mitos de la tradición oral de las Islas Maluku durante una expedición al Instituto Frobenius de 1937-8.
Jensen también hizo importantes contribuciones a la etnografía del sur de Etiopía durante sus viajes en 1951 y 1955. Murió poco después de jubilarse en 1965.

## Obra
- Beschneidung und Reifezeremonien bei Naturvölkern. Strecker & Schröder, Stuttgart 1933
- Im Lande des Gada. Wanderungen zwischen Volkstrümmern Südabessiniens. Strecker & Schröder, Stuttgart 1936
- Hainuwele. Volkserzählungen von der Molukken-Insel Ceram. Klostermann, Frankfurt 1939
- Die drei Ströme. Züge aus dem geistigen und religiösen Leben der Wemale, einem Primitiv-Volk in den Molukken. Harrassowitz, Leipzig 1948
- Das religiöse Weltbild einer frühen Kultur. Schröder, Stuttgart 1948. Recientemente editado como: Die getötete Gottheit. Weltbild einer frühen Kultur. Kohlhammer Verlag, Stuttgart 1966
- Mythos und Kult bei Naturvölkern. Religionswissenschaftliche Betrachtungen. Steiner, Wiesbaden 1951, NA 1960, 1991
- Como editor: Altvölker Süd-Äthiopiens. Kohlhammer Verlag, Stuttgart 1959